# Bryan Reynolds
Bryan Keith Reynolds Jr, noto semplicemente come Bryan Reynolds (Fort Worth, 28 giugno 2001), è un calciatore statunitense, difensore del Westerlo e della nazionale Under-23 statunitense.

## Biografia
Nasce a Fort Worth, in una famiglia di appassionati calcistici: il padre, Keith Reynolds, giocò nelle nazionali giovanili statunitensi, mentre il fratello Ty gioca nelle giovanili del Dallas.

## Caratteristiche tecniche
Nato come ala destra, nel corso degli anni è stato arretrato al ruolo di terzino, in cui può sfruttare la velocità e la spiccata propensione al gioco offensivo, partendo in progressione dalle retrovie. Forte fisicamente, è abile nel dribbling e nel cross, dote che lo rende un buon uomo-assist.

## Carriera

### Club

#### Gli inizi, Dallas
Cresciuto nel settore giovanile del FC Dallas, il 23 novembre 2016 ha firmato il suo primo contratto professionistico diventando il più giovane calciatore della storia del club statunitense. Ha esordito in prima squadra il 20 maggio 2019 giocando l'incontro di Major League Soccer pareggiato 1-1 contro il Los Angeles FC.

#### Roma e prestito al Kortrijk
Il 1º febbraio 2021 viene ufficializzato il suo passaggio in prestito alla Roma. Debutta con i giallorossi (oltre che in Serie A) il 14 marzo seguente in occasione della sconfitta per 2-0 contro il Parma. L'11 aprile debutta dal primo minuto nella sfida all'Olimpico contro il Bologna (1-0 per i giallorossi), giocando per più di un'ora di gioco, prima di essere sostituito.
Il 13 giugno dello stesso anno viene ufficializzato il suo diritto di riscatto dalla squadra texana, per 6,75 milioni di euro. Il 19 agosto 2021 fa quindi il suo debutto in Conference League, subentrando a Nicolò Zaniolo nei minuti finali della vittoria esterna sul Trabzonspor (1-2).
Dopo avere trovato poco spazio in stagione, finendo pure in tribuna in alcune occasioni, il 23 gennaio 2022 viene ceduto in prestito semestrale senza opzione di acquisto ai belgi del Kortrijk.

#### Westerlo
Il 21 giugno 2022 viene ceduto nuovamente in prestito in Belgio, questa volta al Westerlo.
Esordisce con la nuova maglia il 30 luglio nella sfida di campionato contro l'OH Lovanio, subentrando dalla panchina al minuto 83. Il 17 settembre, alla quinta presenza, realizza il gol d'apertura nel match contro il Charleroi. Il 30 luglio 2023 viene acquistato a titolo definitivo dal club belga, con cui firma un contratto fino al 30 giugno 2027.

### Nazionale
Fa il suo debutto con la nazionale maggiore degli Stati Uniti il 28 marzo 2021 contro l'Irlanda del Nord, subentrando al 46' al posto di Sergiño Dest.
Il 27 giugno 2023 realizza la prima rete con la nazionale statunitense, realizzando il gol del momentaneo 2-0 contro il Saint Kitts e Nevis, seconda partita della fase a gironi della CONCACAF Gold Cup 2023.

## Statistiche
Statistiche aggiornate al 2 marzo 2025.

### Presenze e reti nei club
| Stagione        | Squadra         | Campionato      | Campionato | Campionato | Coppe nazionali | Coppe nazionali | Coppe nazionali | Coppe continentali | Coppe continentali | Coppe continentali | Altre coppe | Altre coppe | Altre coppe | Totale | Totale |
| Stagione        | Squadra         | Comp            | Pres       | Reti       | Comp            | Pres            | Reti            | Comp               | Pres               | Reti               | Comp        | Pres        | Reti        | Pres   | Reti   |
| --------------- | --------------- | --------------- | ---------- | ---------- | --------------- | --------------- | --------------- | ------------------ | ------------------ | ------------------ | ----------- | ----------- | ----------- | ------ | ------ |
| 2019            | FC Dallas       | MLS             | 10         | 0          | USOC            | 2               | 0               | -                  | -                  | -                  | -           | -           | -           | 12     | 0      |
| 2019            | North Texas     | USL1            | 10+2       | 1          | USOC            | 0               | 0               | -                  | -                  | -                  | -           | -           | -           | 12     | 1      |
| 2020            | FC Dallas       | MLS             | 17+2       | 0          | -               | -               | -               | -                  | -                  | -                  | -           | -           | -           | 19     | 0      |
| Totale Dallas   | Totale Dallas   | Totale Dallas   | 27+2       | 1          |                 | 2               | 0               |                    | -                  | -                  |             | -           | -           | 31     | 0      |
| feb.-giu. 2021  | Roma            | A               | 5          | 0          | CI              | -               | -               | UEL                | -                  | -                  | -           | -           | -           | 5      | 0      |
| 2021-gen. 2022  | Roma            | A               | 1          | 0          | CI              | 0               | 0               | UECL               | 2                  | 0                  | -           | -           | -           | 3      | 0      |
| Totale Roma     | Totale Roma     | Totale Roma     | 6          | 0          |                 | 0               | 0               |                    | 2                  | 0                  |             | -           | -           | 8      | 0      |
| gen.-giu. 2022  | Kortrijk        | D1              | 9          | 1          | CB              | -               | -               | -                  | -                  | -                  |             | -           | -           | 9      | 1      |
| 2022-2023       | Westerlo        | D1              | 27+5       | 1+0        | CB              | 2               | 0               | -                  | -                  | -                  |             | -           | -           | 34     | 1      |
| 2023-2024       | Westerlo        | D1              | 27+6       | 0+0        | CB              | 1               | 0               | -                  | -                  | -                  | -           | -           | -           | 34     | 0      |
| 2024-2025       | Westerlo        | D1              | 25         | 1          | CB              | 1               | 1               | -                  | -                  | -                  | -           | -           | -           | 26     | 2      |
| Totale Westerlo | Totale Westerlo | Totale Westerlo | 79+11      | 2          |                 | 4               | 1               |                    | -                  | -                  |             | -           | -           | 94     | 3      |
| Totale carriera | Totale carriera | Totale carriera | 131+15     | 4          |                 | 6               | 1               |                    | 2                  | 0                  |             | -           | -           | 154    | 5      |

### Cronologia presenze e reti in nazionale
| Cronologia completa delle presenze e delle reti in nazionale ― Stati Uniti | Cronologia completa delle presenze e delle reti in nazionale ― Stati Uniti | Cronologia completa delle presenze e delle reti in nazionale ― Stati Uniti | Cronologia completa delle presenze e delle reti in nazionale ― Stati Uniti | Cronologia completa delle presenze e delle reti in nazionale ― Stati Uniti | Cronologia completa delle presenze e delle reti in nazionale ― Stati Uniti | Cronologia completa delle presenze e delle reti in nazionale ― Stati Uniti | Cronologia completa delle presenze e delle reti in nazionale ― Stati Uniti |
| Data                                                                       | Città                                                                      | In casa                                                                    | Risultato                                                                  | Ospiti                                                                     | Competizione                                                               | Reti                                                                       | Note                                                                       |
| -------------------------------------------------------------------------- | -------------------------------------------------------------------------- | -------------------------------------------------------------------------- | -------------------------------------------------------------------------- | -------------------------------------------------------------------------- | -------------------------------------------------------------------------- | -------------------------------------------------------------------------- | -------------------------------------------------------------------------- |
| 28-3-2021                                                                  | Belfast                                                                    | Irlanda del Nord                                                           | 1 – 2                                                                      | Stati Uniti                                                                | Amichevole                                                                 | -                                                                          | 46’                                                                        |
| 19-12-2021                                                                 | Los Angeles                                                                | Stati Uniti                                                                | 1 – 0                                                                      | Bosnia ed Erzegovina                                                       | Amichevole                                                                 | -                                                                          | 62’                                                                        |
| 24-3-2023                                                                  | Saint George's                                                             | Grenada                                                                    | 1 – 7                                                                      | Stati Uniti                                                                | CONCACAF Nations League 2022-2023 - 1º turno                               | -                                                                          |                                                                            |
| 28-6-2023                                                                  | Saint Louis                                                                | Saint Kitts e Nevis                                                        | 0 – 6                                                                      | Stati Uniti                                                                | Gold Cup 2023 - 1º turno                                                   | 1                                                                          | 76’                                                                        |
| 2-7-2023                                                                   | Charlotte                                                                  | Stati Uniti                                                                | 6 – 0                                                                      | Trinidad e Tobago                                                          | Gold Cup 2023 - 1º turno                                                   | -                                                                          | 77’                                                                        |
| 9-7-2023                                                                   | Cincinnati                                                                 | Stati Uniti                                                                | 2 – 2 dts (3 – 2 dtr)                                                      | Canada                                                                     | Gold Cup 2023 - Quarti di finale                                           | -                                                                          | 113’                                                                       |
| 12-7-2023                                                                  | San Diego                                                                  | Stati Uniti                                                                | 1 – 1 dts (4 – 5 dtr)                                                      | Panama                                                                     | Gold Cup 2023 - Semifinale                                                 | -                                                                          | 63’                                                                        |
| Totale                                                                     |                                                                            | Presenze                                                                   | 7                                                                          |                                                                            | Reti                                                                       | 1                                                                          |                                                                            |

## Palmarès

### Competizioni nazionali
- USL League One: 1

North Texas: 2019